# (667) Denise
Pour les articles homonymes, voir Denise.
(667) Denise est un astéroïde de la ceinture principale découvert le 23 juillet 1908 par l'astronome allemand August Kopff. Sa désignation provisoire était 1908 DN.